# Col des Croix
Der Col des Croix ist ein 678 Meter hoher französischer Gebirgspass in den Vogesen. Er befindet sich an der Grenze der Regionen Grand Est und Bourgogne-Franche-Comté und führt vom Département Vosges ins Département Haute-Saône. Er verbindet über die D486 das Vallée de l’Ognon im Süden mit dem Vallée de la Moselle im Norden. Auf der Passhöhe gibt es ein kleines Restaurant.

## Streckenführung
Die Südauffahrt führt auf der D486 von Lure aus nach Servance-Miellin, wo der Anstieg beginnt. Zunächst verläuft die Straße für rund drei Kilometer bei einer Steigung von nur einem Prozent, ehe sie nach dem Abzweiger nach La Pile stärker zu steigen beginnt. Mit etwas über 5 % bleibt die durchschnittliche Steigung auf den letzten fünf Kilometern jedoch auch eher moderat. Der Anstieg verläuft auf einer gut ausgebauten Straße in bewaldetem Gebiet.
Die Nordauffahrt von Le Thillot ist zwar etwas steiler, dafür mit einer Länge von 3,2 Kilometern deutlich kürzer. Die letzten zwei Kilometer führen mit rund 6 % im Schnitt auf die Passhöhe, die nach einer Kehre erreicht wird. Ähnlich wie die Südseite, verläuft auch die Nordseite meist im Waldgebiet.
Folgt man der D486 weiter in Richtung Norden, erreicht man zunächst den Col du Ménil (618 m) und anschließend den Col de Grosse Pierre (955 m). Zudem kann man auf der Passhöhe links auf die kleinere D16 abbiegen, die in die Nähe des Ballon de Servance (1216 m) führt.

## Radsport
Der Col des Croix stand in der Vergangenheit bereits öfters im Programm der Tour de France. Zuletzt wurde er im Jahr 2019 auf der 6. Etappe passiert. Damals sicherte sich Thomas De Gendt die Bergwertung am Anstieg der 3. Kategorie.
2022 wurde der Anstieg auf der 7. Etappe erneut von der Nordseite her überquert.
| Jahr | Etappe     | Kategorie    | Fahrer            |
| ---- | ---------- | ------------ | ----------------- |
| 2014 | 10. Etappe | 3. Kategorie | Joaquim Rodríguez |
| 2019 | 06. Etappe | 3. Kategorie | Thomas De Gendt   |
| 2022 | 07. Etappe | 3. Kategorie | Simon Geschke     |